# Crkva Navještenja Blažene Djevice Marije u Novom Selu
Crkva Navještenja Blažene Djevice Marije je rimokatolička crkva u mjestu Novo Selo, u općini Selca, na otoku Braču. Nalazi se u samom središtu mjesta.

## Vanjske poveznice
|  | Zajednički poslužitelj ima još gradiva o temi Crkva Navještenja Blažene Djevice Marije u Novom Selu |